# Odessa (Texas)
Odessa è una città divisa tra le contee di Ector, di cui è anche il capoluogo, e Midland, nello Stato del Texas, negli Stati Uniti. Secondo il censimento del 2020, possedeva una popolazione di 114 428 abitanti. È il capoluogo dell'area metropolitana di Odessa, che al censimento del 2020 aveva una popolazione di 165 171 abitanti. Questa, a sua volta, fa parte dell'area metropolitana di Midland-Odessa, che secondo una stima del censimento del 2015, aveva una popolazione di 320 513 abitanti.

## Geografia fisica
Secondo l'Ufficio del censimento degli Stati Uniti, ha una superficie totale di 42,21 mi² (109,32 km²). Odessa è situata sul confine sud-orientale del Llano Estacado nella regione del Texas occidentale. Si trova all'interno del Bacino Permiano, un'area ricca di petrolio e gas naturale.

## Storia
Odessa, che molto probabilmente prende il nome dall'omonima città ucraina, dal momento che il paesaggio della prateria locale ricordava la steppa ucraina, è stata fondata nel 1881 come fermata dell'acqua e punto di trasporto del bestiame sulla linea ferroviaria della Texas and Pacific Railway. Un ufficio postale è stato aperto nel 1885. Odessa divenne il capoluogo della contea di Ector nel 1891, anno in cui è stata istituita. Nel 1927 è stata riconosciuta come città, a seguito della scoperta del petrolio nel Connell Ranch a sud-ovest di Odessa.
In seguito alla creazione dei campi petroliferi di Penn (1929) e Cowden (1930), il petrolio divenne la maggior fonte di reddito degli abitanti. Nel 1925 la popolazione era di 750 abitanti, ma già quattro anni dopo era sui circa 5 000 abitanti. Durante il XX secolo, la popolazione della città era aumentata, così come la crescita economica di essa, grazie al boom petrolifero, pur con momenti di declino in alcuni periodi. Nel 1948 visse a Odessa la first lady Barbara Bush, così come anche i presidenti George H. W. Bush e George W. Bush. A tal proposito, l'ex presidente George H. W. Bush dichiarò "a Odessa siamo diventati texani ed orgogliosi di esserlo".

## Società

### Evoluzione demografica
Secondo il censimento del 2020, la popolazione era di 114 428 abitanti. Al precedente censimento, quello del 2010, la popolazione era di 99 940 abitanti.

### Etnie e minoranze straniere
Secondo il censimento del 2020, la composizione etnica della città era formata dal 32,68% di bianchi, il 6,12% di afroamericani, lo 0,37% di nativi americani, il 2,14% di asiatici, lo 0,23% di oceaniani, lo 0,31% di altre etnie e il 2,01% di due o più etnie. Ispanici o latinos di qualunque etnia erano il 56,14% della popolazione.

## Cultura

### Istruzione
L'istruzione nella città di Odessa è fornita dall''Ector County Independent School District.

### Cinema
Ad Odessa è stato girato il film Friday Night Lights, a sua volta basato dal libro Friday night light - A Town, a Team, and a Dream, che è ambientato nella città texana.